# Монастырь Златица
Монастырь Златица находится рядом с двумя другими монастырями у входа в Железные Ворота: Кусич и Базиаш.
Первые письменные сведения о монастыре относятся к 1367 году. Легенда гласит, что он был основан Святым Саввой в 1225 году. Монастырь Златица наверняка существовал в 1367 году и долгое время был монашеской обителью. Он был независимым в XVIII веке в поселении на военной границе Дуная и имел своего приходского священника, но не имел церкви, а местные православные верующие посещали службы в близлежащих монастырях Кусич и Базияш.
Место монастырской церкви было определено в начале XIX века, её фундамент был заложен в 1869 году, а строительство завершено в 1874 году. Старый иконостас не сохранился, а нынешний — работы Франца Вайнхопа в середине XX века, затем в 1986—1987 годах церковь была раскрашена на стенах и сводах Николаем Шухом.